# Pycnarmon leucinodialis
Pycnarmon leucinodialis là một loài bướm đêm trong họ Crambidae.